# Замок Пьер-Сиз
За́мок Пьер-Сиз (фр. Château (de) Pierre Scize — «замок Распиленного Камня») — исторический замок в Лионе, располагавшийся на берегу Соны в нынешнем 9 округе города, в районе набережной Пьер-Сиз. Разрушен в 1793 году, во время Великой французской революции.

## История

### Крепость
Замок был построен в стратегически важном месте для защиты Лиона с севера — на скале над долиной Соны. Первые укрепления были возведены до 1099 года, поскольку в том году в замке архиепископом лионским Гуго де Ди был созван региональный совет, значит замок к тому времени уже существовал. В 1173 году папа римский решил, что город и графство должны перейти под управление архиепископу Жану Бельмену, который тут же принялся перестраивать замок. Перестройка завершилась в 1208 году уже при архиепископе Рено де Форезе. В 1197 году замок стал архиепископской резиденцией.
Замок Пьер-Сиз находился на верхушке скалы, над ним возвышалась круглая башня. Внизу, на берегу реки, вход в замок охранялся одноимёнными ему воротами, от которых наверх шла длинная вырубленная в скалах лестница.
В 1312 году Лион вошёл в состав королевства Франция. Во второй половине XIV века с началом Столетней войны замок стал северной оконечностью линии крепостных укреплений, протянувшихся по холму Фурвьеру.
В XV веке королю Людовику XI противостояла Лига общественного блага; в 1465 году город и замок заняли войска под предводительством союзника короля Галеаццо Марии Сфорца, которые оставили замок себе в качестве трофея до получения выкупа от короля. В 1468 году по приказу короля архиепископ Карл II де Бурбон покинул замок и переехал в другую архиепископскую резиденцию. С этого года крепость превратилась в тюрьму.

### Тюрьма
Первым знаменитым заключённым замка Пьер-Сиз стал в 1475 году Жак д’Арманьяк — здесь он до перевода и казни в Париже провёл некоторое время в железной клетке. Следом за ним, в 1500 году, обитателями тюрьмы стали привезённые из захваченного королевскими войсками Милана Лодовико Моро и Асканио Сфорца. Следом за ними — Корнелий Агриппа (1523) и Гийом Постель (1561).
В эпоху Религиозных войн замок переходил из рук в руки: сперва в 1562 году его захватили протестанты во главе с Франсуа де Бомоном и поместили в тюрьму лидеров городских католиков во главе с сержантом Клодом Фенойлом. В 1570—1571 годах ситуация поменялась, город вернулся под власть католиков, и теперь уже де Бомон стал пленником Фенойла в том же самом замке Пьер-Сиз. В 1593 году узником замка был правитель Лиона от Католической лиги Карл-Эммануил, но ему удалось бежать.
В 1642 году Людовик XIII использовал замок для заключения перед казнью в Париже маркиза Сен-Мара и Жака де Ту. С 1670 года в замке была постоянно расквартирована рота Лионского полка в количестве 50 человек. В 1768 году ещё одним знаменитым узником замка оказался маркиз де Сад.

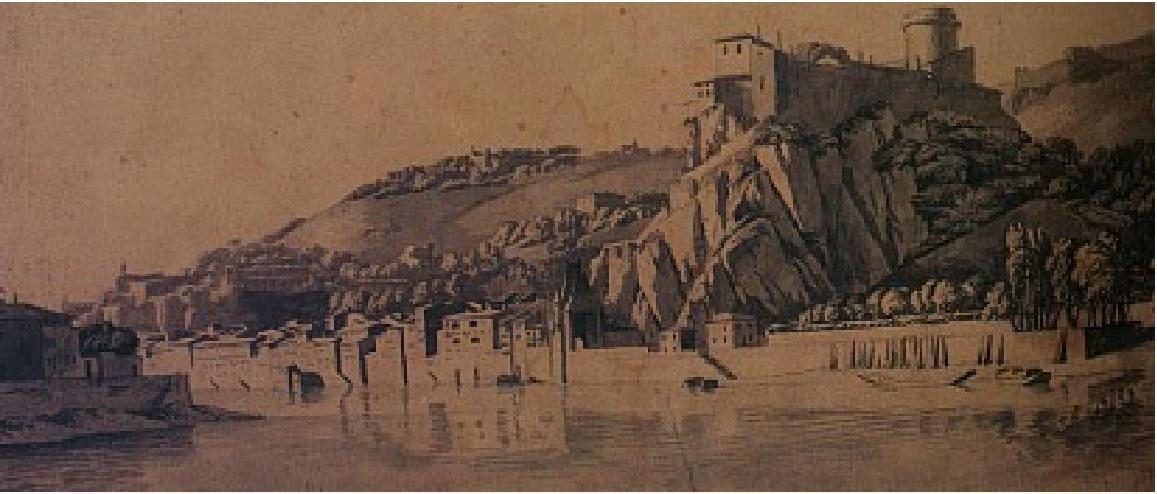
Бидо, Жан Пьер Ксавье. Вид на замок Пьер-Сиз со стороны Соны

### Разрушение
Наступили дни Великой французской революции. 14 июля 1789 года была разрушена Бастилия — такой же замок-тюрьма в Париже. В августе того же года напуганный комендант сдал замок без боя и отпустил на свободу всех заключённых — их оказалось всего трое.
События 9 сентября 1791 года были куда более драматичны. За некоторое время до этого несколько королевских кирасиров были задержаны и помещены в бывшую королевскую тюрьму. Спустя несколько дней возбуждённая толпа направилась к замку. Стража полагала, что замок Пьер-Сиз достаточно хорошо укреплён, и поэтому не предприняла каких-либо особых предосторожностей. Около четырёх часов пополудни две толпы подошли с двух сторон к замку — с фронта, со стороны набережной Бурнёф (сейчас набережная Пьер-Сиз), и с фланга, со стороны улицы Монтобан. Толпа ворвалась в тюрьму и жестоко расправилась с восемью из находившихся там девяти заключённых — их обезглавили, насадили головы на пики и пронесли по всему центру Лиона.
В 1793 году по приказу Кутона замок был снесён как символ старого порядка. Заодно был разрушен 161 дом на соседней набережной Бурнёф.

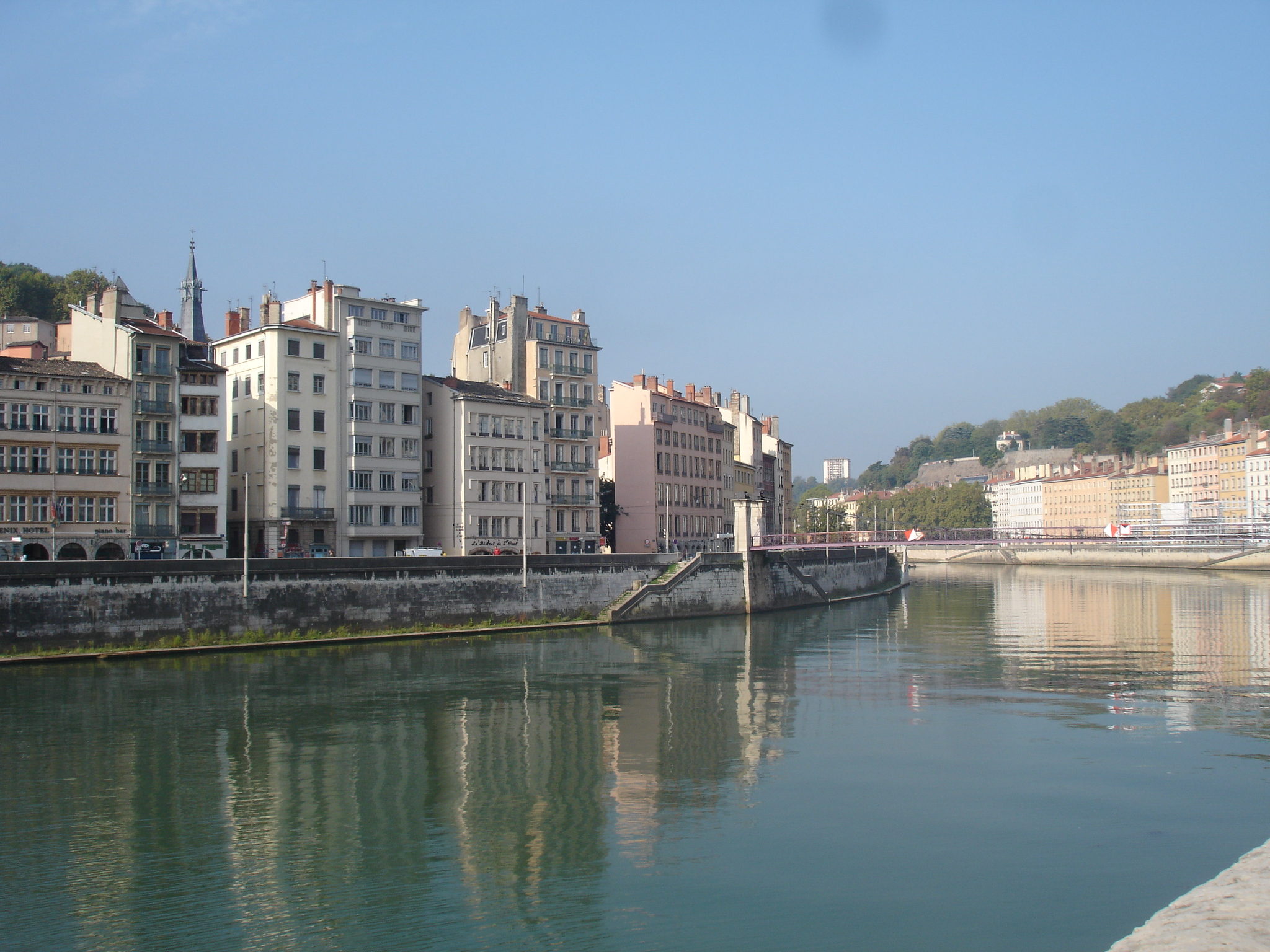
Вид на набережную Пьер-Сиз (2009 год)

## В литературе
Пьер Вирес и Жиль Бер в романе «Лионские нищие» кратко описывают осаду замка в 1588 году: 
На склоне со стороны Веза природные препятствия всегда казались достаточно непреодолимыми, чтобы не слишком за ним наблюдать. Иначе дело было со стороны Соны. Там широкий ров защищал подходы и лишь закрытая решёткой узенькая каменная арка служила допуском к лестнице из ста тридцати двух выдолбленных в скале ступеней — настоящей гранитной стремянки, по которой забирались в это орлиное гнездо, именуемое крепостью Пьер-Сиз.
Альфред де Виньи. «Сен-Мар»: 
Среди старинных замков, которые Франция теряет, к сожалению, с каждым годом, словно драгоценные камни своей короны, существовала на левом берегу Соны мрачная, неприступная крепость.
Леон Буатель. «Сен-Мар и де-Ту. Обстоятельства их казни в Лионе в 1642 году»: 
Господа де Сен-Мар и де-Ту были доставлены в крепость Пьер-Сиз, их допросы начались на следующий день. Замок Пьер-Сиз, бывший ранее резиденцией церковной власти, стал тюрьмой при Людовике XI. Окружённые рощами чёрные стены, причудливый рисунок башен — всё это вместе с крепостью на другом берегу реки было импозантной массой защитных сооружений, отражавшихся в Соне. И именно в таком месте в течение недели пленники молились, готовясь к ожидавшей их смерти.
Дезире Биго. «Лионец из Сен-Жоржа»: 
Вот уже два или три дня, как по городу ползли слухи. Говорили об убийствах, прежде всего священников. Но никто ничего к этому не добавлял. Мало кто мог себе представить, что душегубы рискнут отправиться к форту Пьер-Сиз, вход в который мог бы быть легко защищён. А потому национальные гвардейцы ничуть не беспокоились, когда после обеда, около четырёх часов, ходивший у нижних ворот часовой заметил приближение от набережной Бурнёф угрожающей толпы. Почти в то же время ещё одна банда показалась со стороны дороги на Монтобан — эта охватывала крепость с фланга, в то время как первая атаковала с фронта.